# دورنیه سی‌استار
دورنیه سی‌استار (به انگلیسی: Dornier_Seastar) یک هواگرد از نوع هواپیمای آبی خاکی ساخت شرکت دورنیه در آلمان است. هواگرد دورنیه سی‌استار نخستین پروازش را در ۱۷ اوت ۱۹۸۴ میلادی انجام داد. در مجموع، تعداد ۲ فروند از این هواگرد ساخته شده‌است.
طراح این هواگرد، کلاودیوس دورنیه مهندس آلمانی بود.